# Philip de László
Pour les articles homonymes, voir Laszlo.
Philip de László, né Fülöp Laub, est un peintre britannique d'origine hongroise né à Pest le 30 avril 1869 et mort à Hampstead (Londres) le 22 novembre 1937.

## Biographie
Né Fülöp Laub, Philip Alexius de László est le fils aîné d'un modeste tailleur d'origine juive de Budapest du nom de Laub. Il change son nom de Laub en László en 1891.
Philip de László étudie à Budapest avec Bertalan Székely et Károly Lotz, à Munich à l'Académie bavaroise des beaux-arts, puis à Paris, à l'Académie Julian.
Il établit sa réputation de portraitiste dans les années 1890, en Hongrie, en Autriche et en Allemagne et obtient sa première commande d'un portrait pour la cour de Bulgarie en 1893. Il travaille d'abord à Munich, puis à Budapest et à Vienne. Il est anobli par l'empereur et roi François-Joseph en 1912 et s'appelle désormais Philip Alexius de László de Lombos.
En 1900, il épouse Lucy Madeline Guinness ; tous deux étaient amants depuis 1892, mais la famille de la jeune fille réussit longtemps à empêcher le mariage. Le couple a six enfants dont plusieurs contractèrent mariage au sein de l'aristocratie anglaise. Il oriente son activité vers l'Irlande et l'Angleterre. Il s'installe à Londres en 1907 et devient le peintre préféré de l'aristocratie, considéré comme le successeur naturel de John Singer Sargent. Le roi Édouard VII l'agrége à son ordre dynastique, l'ordre royal de Victoria. Il peint de nombreux portraits de membres de la famille royale britannique. En 1908, il est invité aux États-Unis pour peindre à la Maison-Blanche un portrait du président Theodore Roosevelt. Il obtient la nationalité britannique en 1914.
En 1917, il est arrêté et emprisonné pendant un an par les autorités britanniques pour suspicion d'intelligence avec l'ennemi, sous prétexte qu'il avait correspondu avec sa mère et son frère ; on lui reproche aussi son anoblissement par le souverain hongrois François-Joseph et le simple fait qu'il avait réalisé le portrait du comte Berchtold, ministre des Affaires étrangères de la monarchie austro-hongroise, particulièrement haï par le gouvernement britannique. Il est libéré pour raisons de santé et interné dans une maison de repos. Il est réhabilité en 1919. Après la Première Guerre mondiale, il redevient l'un des portraitistes en vue en Europe. Au terme de sa carrière, il aura peint plus de 2 700 portraits.
Il se lie avec Armand de Gramont, duc de Guiche, ami de Marcel Proust, à qui il enseigne la peinture et qui héberge son atelier dans son hôtel particulier parisien. Devenu un familier de la famille, il peint leurs portraits en 1902, ainsi que celui de la comtesse Greffulhe, belle-mère d'Armand, et passe dorénavant chaque année quelques jours dans leur château de Vallière à Mortefontaine.
Selon l'archiviste Sandra de Laszlo, qui a épousé un petit-fils du peintre, si l'on voit si peu souvent ses œuvres dans les musées et les ventes, c'est que, en raison de l'extraordinaire ressemblance que l'artiste savait donner à ses portraits, les familles des personnes représentées préféraient garder chez elles ces représentations et répugnaient à les vendre. Chacun, disait-il, « a le visage qu’il tourne vers le monde, mais derrière ce masque, se cache un ego intérieur jalousement gardé qui garde les espoirs et les terreurs, les aspirations et les limites, et qui constitue l’atmosphère de sa personnalité ». La petite-fille d'un de ses modèles confiait qu'avant de se coucher, elle souhaitait toujours une bonne nuit à sa grand-mère qu'elle pouvait encore voir en peinture.

## Postérité
En mars 2024, une « activiste » projette de la peinture et déchire le portrait de Lord Arthur Balfour réalisé par Philip de László et présent dans l'université de Cambridge.

## Œuvres

Œuvres de Philip de László
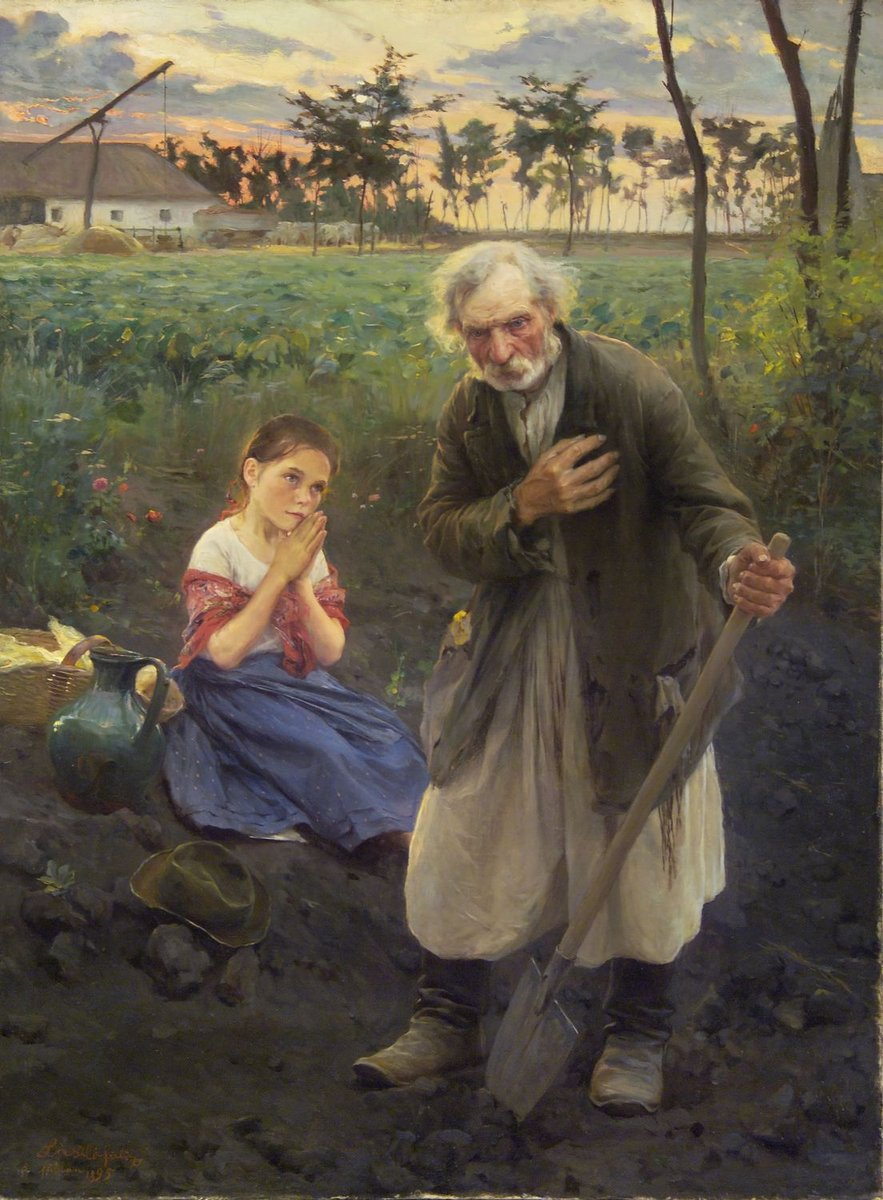
La Cloche du soir, 1895, Budapest, Galerie nationale hongroise.
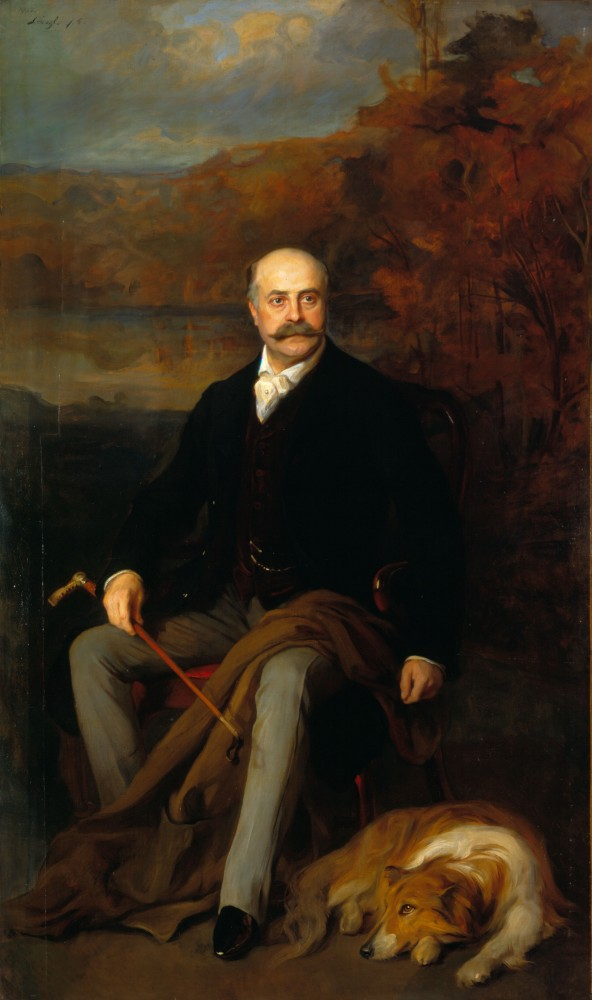
Portrait d'Antoine XI-Agénor, 11e duc de Gramont, 1902, musée national du château de Pau.
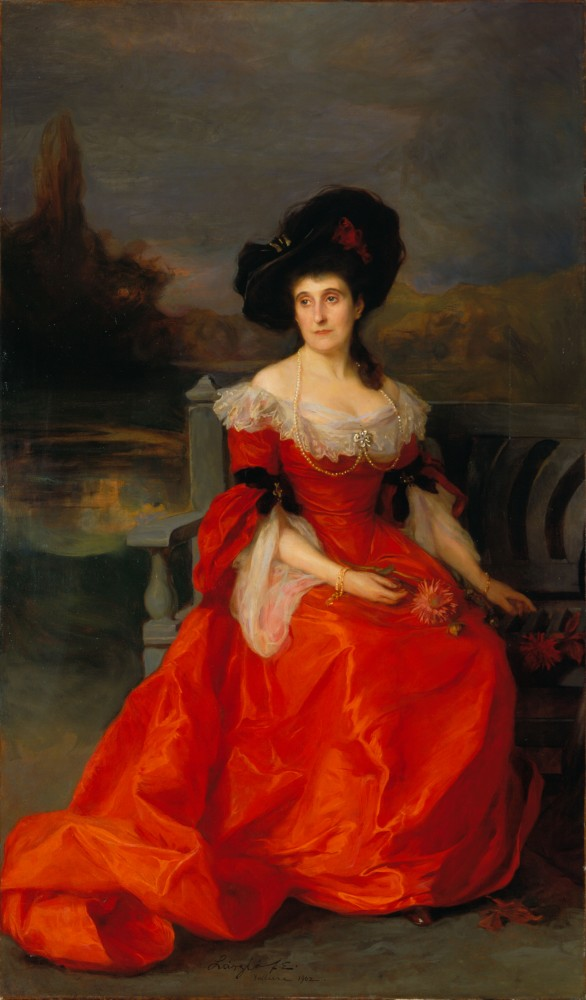
Portrait de la duchesse de Gramont, née Rothschild, 1902, musée national du château de Pau.
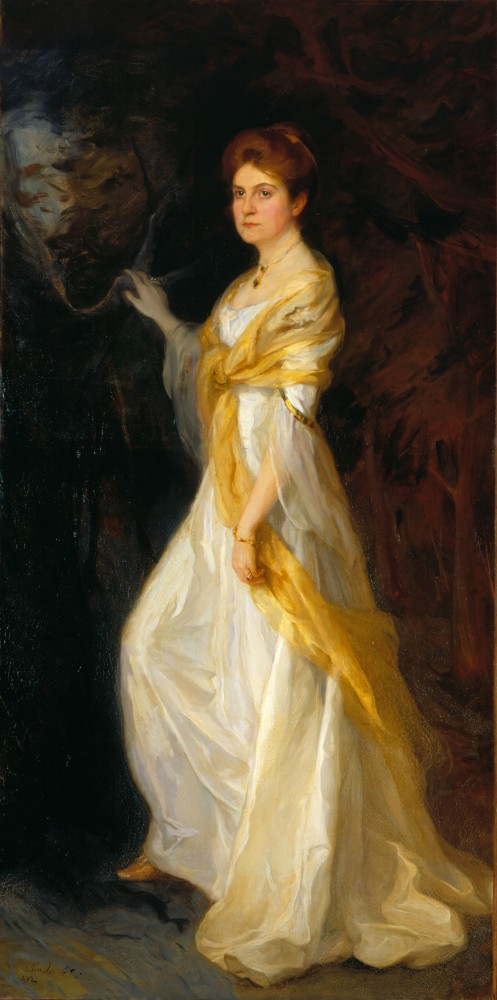
Portrait de la marquise de Noailles, née Gramont, 1902, musée national du château de Pau.
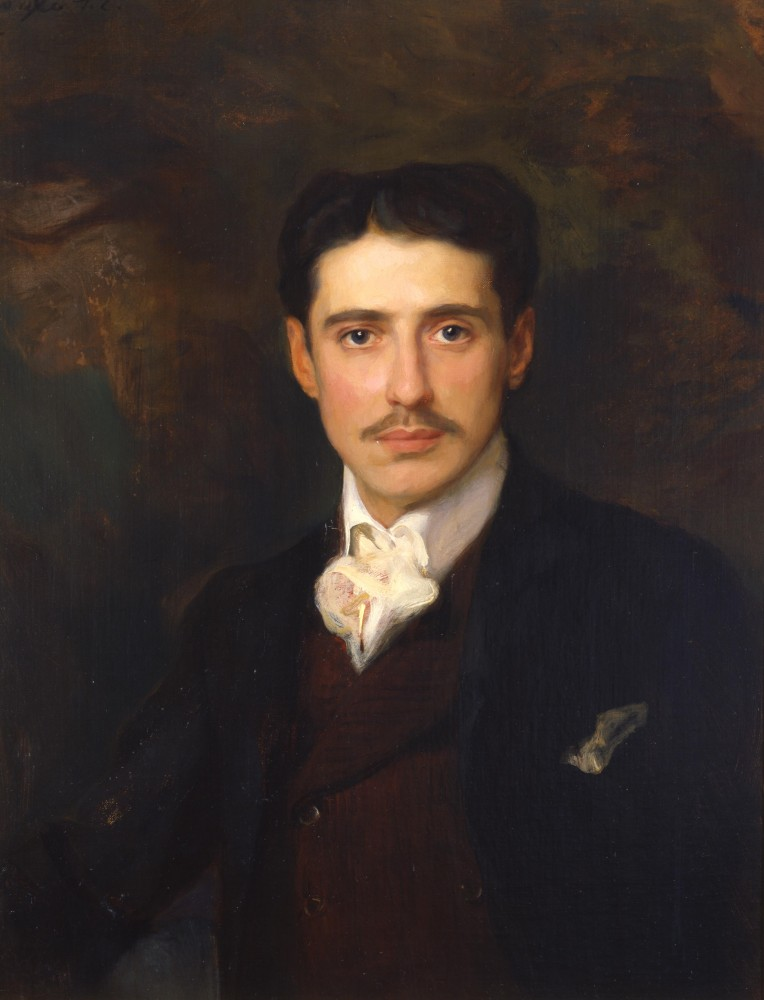
Portrait du duc de Guiche, 1904, localisation inconnue.
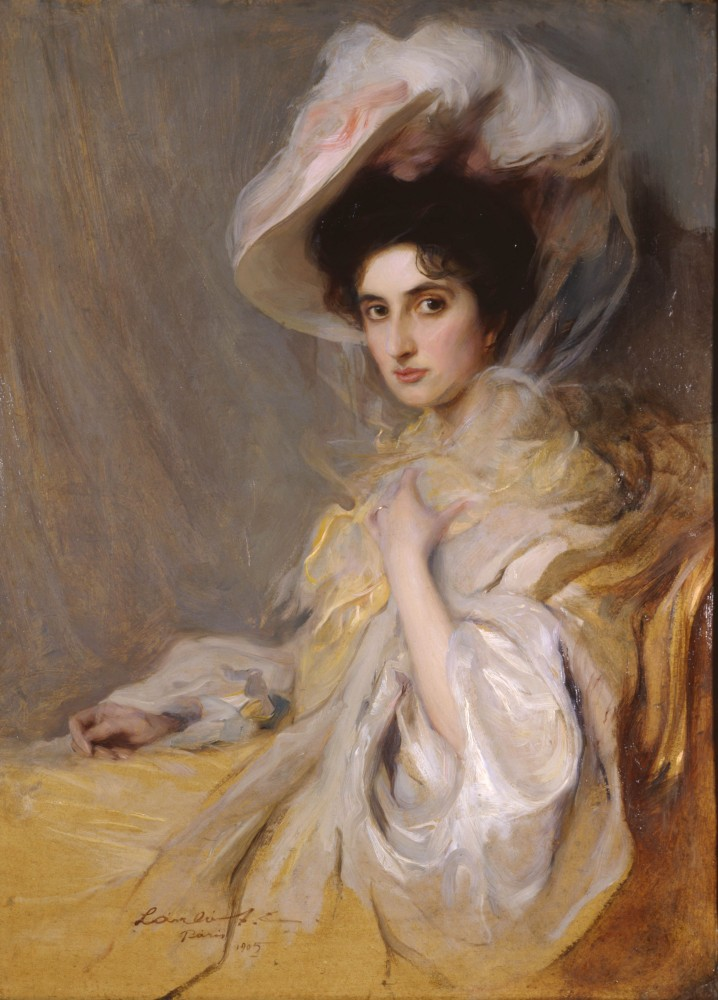
Portrait de la duchesse de Guiche, née Greffulhe, 1905, localisation inconnue.
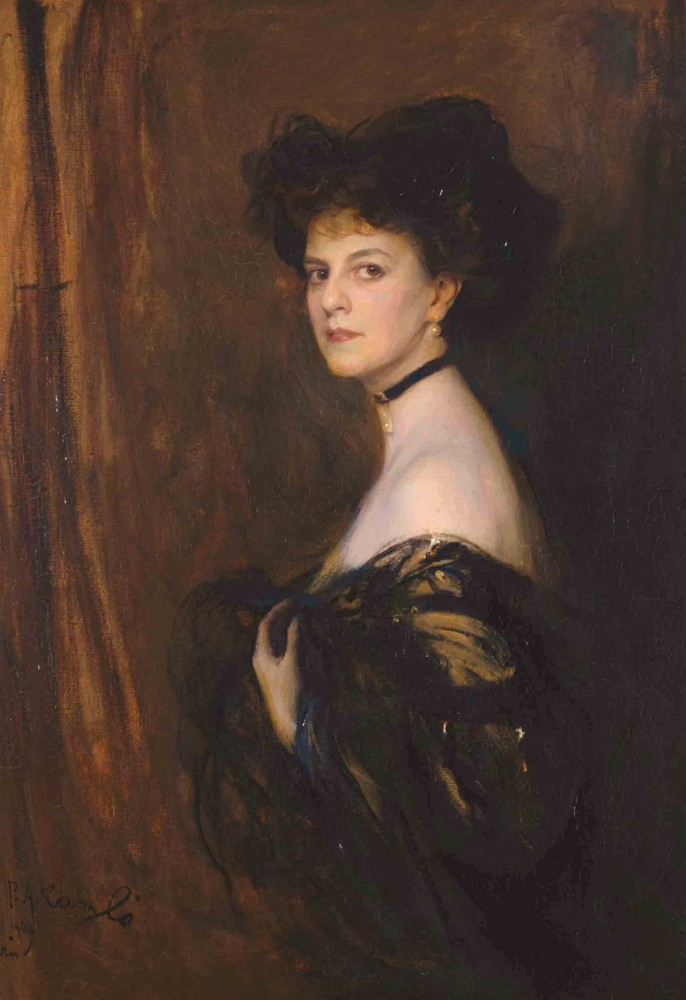
Portrait de la comtesse Greffulhe, née Caraman-Chimay, 1905, localisation inconnue.
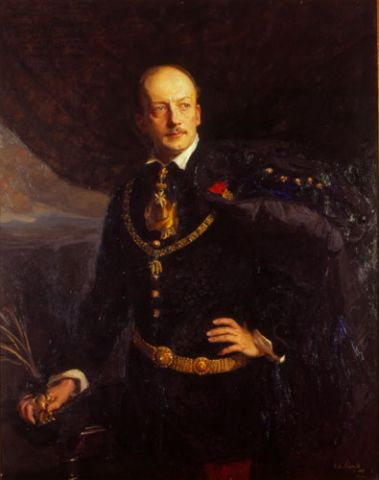
Léopold, comte Berchtold, ministre des affaires étrangères Austro-hongrois, 1906, localisation inconnue.
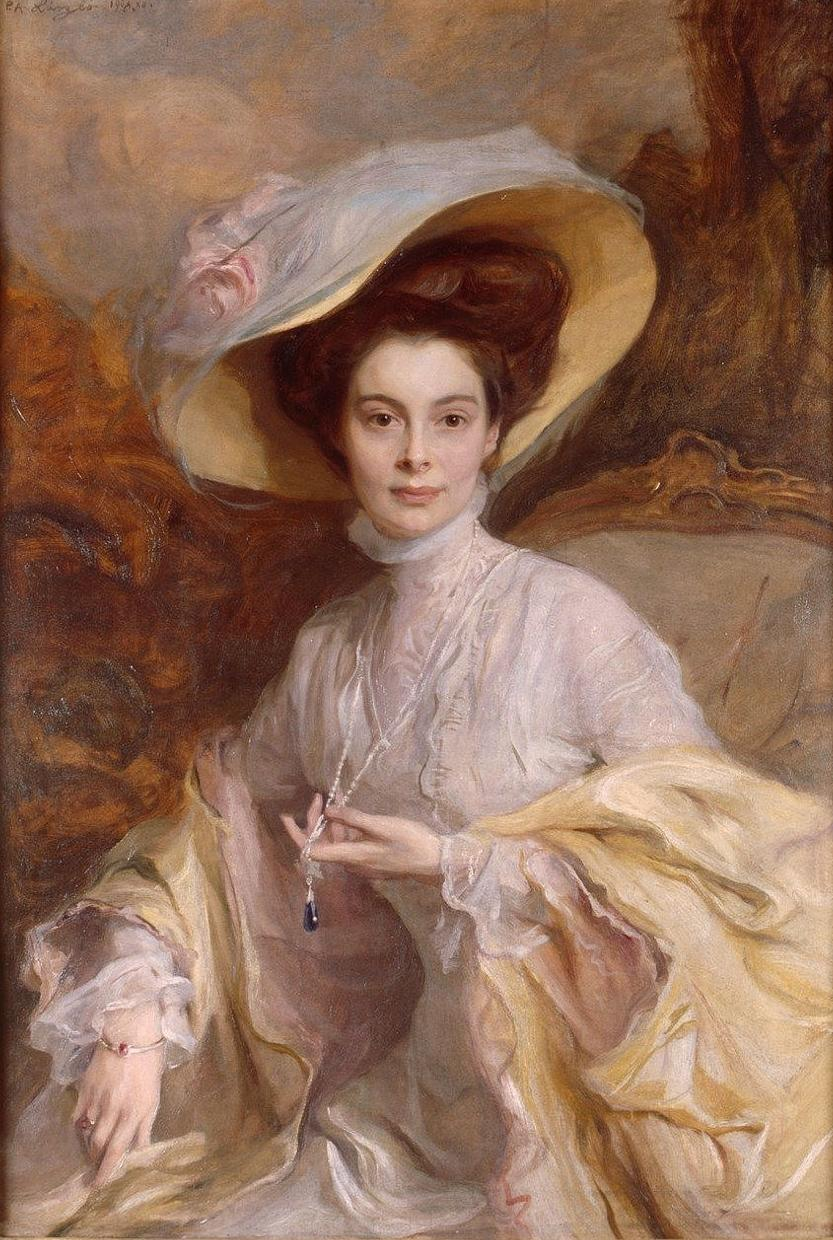
Cécilie de Mecklembourg-Schwerin, princesse royale de Prusse, épouse du Kronprinz allemand, 1908, localisation inconnue.
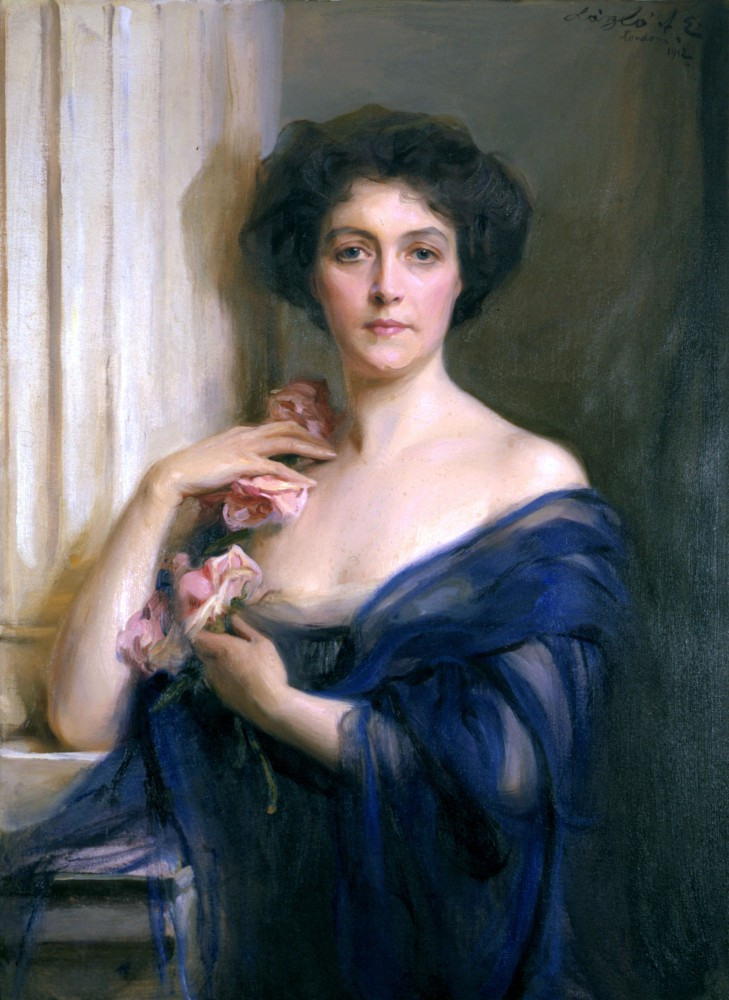
La Comtesse Dénes Széchényi, née Caraman-Chimay, 1912, localisation inconnue.
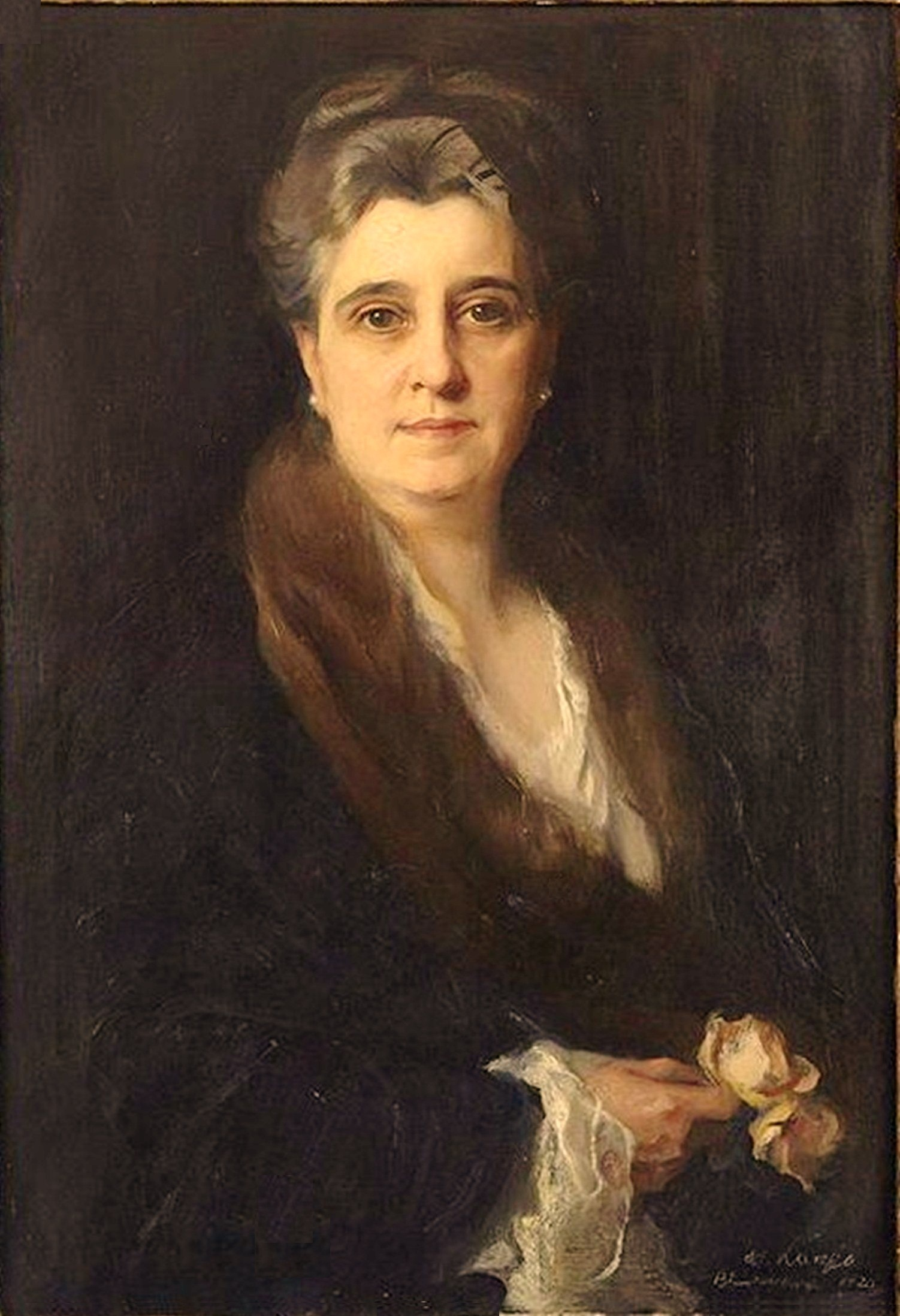
Lydia Édith Eustis[5], 1920, localisation inconnue.
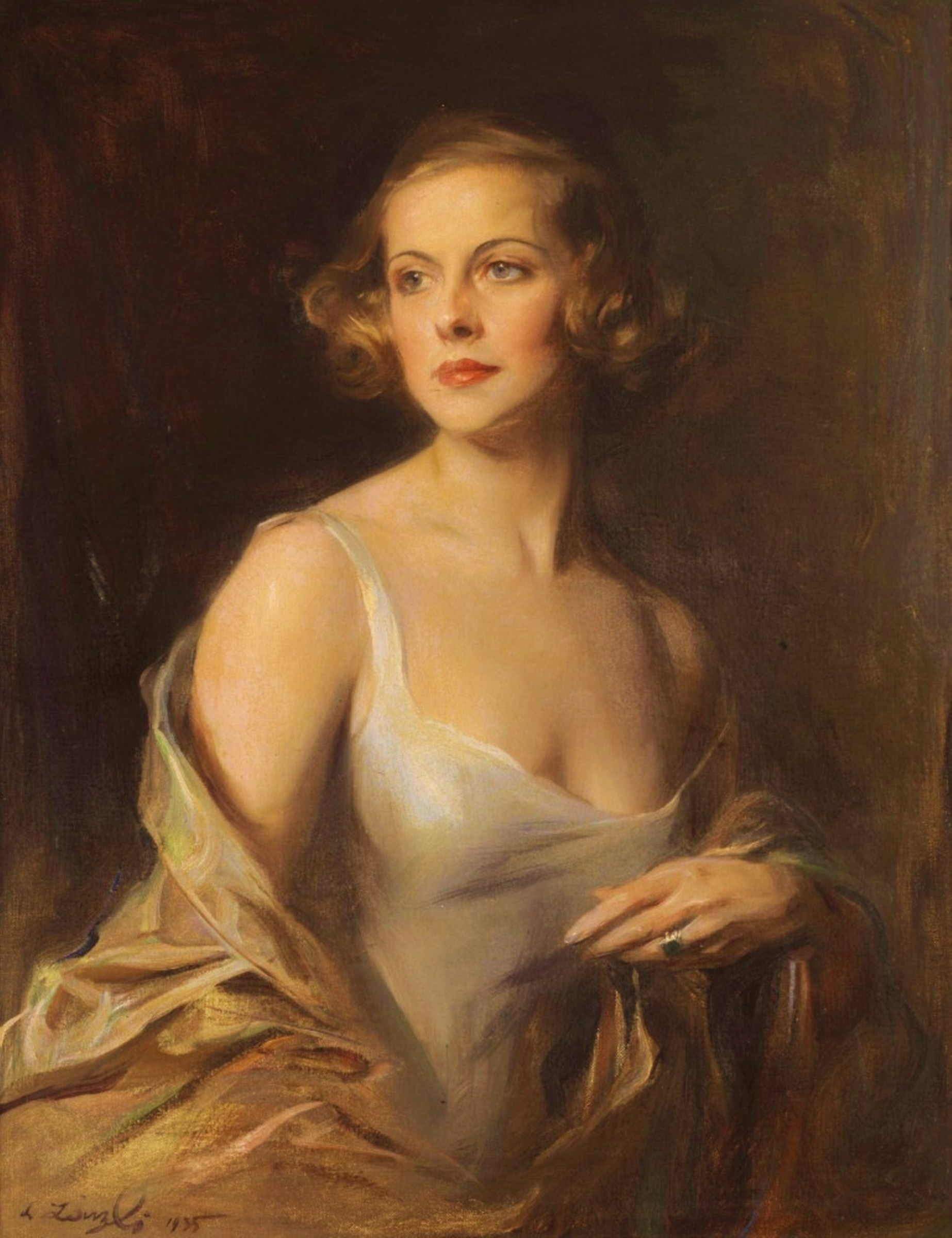
Portrait d'Hélène de Berquely-Richards, 1935, localisation inconnue.